# 五通镇 (桂林市)
五通镇，是中华人民共和国广西壮族自治区桂林市临桂区下辖的一个乡镇级行政单位。

## 行政区划
五通镇下辖以下地区：
五通街社区、五通村、泗江村、桐山村、罗江村、柳山村、三友村、仁和村、大塘村、西南村、江门村、蓬莱村、杨梅村、西山村、板屋村、保宁村、伍家村、上祥村、北塘村、西塘村、浔江村、白马村和步厄村。

## 交通
- 贵广客运专线：五通站